# Брет Истън Елис
Брет Истън Елис (на английски: Bret Easton Ellis, презимето се произнася по-близко до Ийстън) е американски писател. В България е издаден предимно като Брет Ийстън Елис.

## Биография и творчество
Брет Истън Елис е роден на 7 март 1964 г. в Лос Анджелис, Калифорния, а израства в Шърман Оукс в долината Сан Фернандо в семейството на Робърт Мартин Елис, заможен строителен предприемач, и Дейл Елис, домакиня. Първата му книга, „Правилата на привличането“, излиза през 1985 г., докато той е още студент. След успеха ѝ (от книгата се продават 50 хил. екземпляра през първата година след издаването ѝ) Брет се мести в Ню Йорк.
През 1991 г. Брет Истън Елис завършва най-известната си и противоречива творба, романа „Американски психар“. Книгата разказва историята на нюйоркско юпи с успешна кариера на Уолстрийт. Героят на име Патрик Бейтмън води охолен живот, но си набавя липсващите му емоции с убийства на проститутки и просяци. Книгата редува сцени на ярко предадено насилие, секс оргии и посещения на скъпи нощни заведения. Романът представлява критика на бездуховния, материалистичен начин на живот през 80-те години на 20 век, който е показан с непрекъснати описания на марките и цените на облеклото на героите, както и с презрението им към бедността и евтините стоки. Поради бруталните сцени на секс и насилие романът е отхвърлен от издателството „Саймън енд Шустър“ и по-късно е публикуван от издателството „Винтидж“.

### Екранизации
Филмът „Американски психар“ излиза по кината през 2000 г. и събира 28 млн. долара от кинопрожекции в цял свят. В главните роли са Крисчън Бейл (Патрик Бейтмън), Рийз Уидърспун, Уилям Дефо и Джаред Лито.
„Правилата на привличането“ е филмиран през 2002 г.
Брет Истън Елис участва в един епизод на сериала „Сентрал Парк Уест“, където играе себе си.

### Личен живот
През август 2005 г. Елис признава пред вестник „Ню Йорк Таймс“ хомосексуалната си ориентация. Романът му „Лунен парк“ е посветен на покойния му партньор Майкъл Уейд Каплан.